# Губарев Віктор Кімович
Віктор Кімович Губарев (нар. 21 листопада 1956, Сєвєродонецьк) — український письменник-мариніст, афорист, кандидат історичних наук, перекладач, автор двох десятків енциклопедій, науково-популярних і художніх книжок з історії морського піратства.

## Біографія і творчість
Народився 21 листопада 1956 року в місті Сєвєродонецьку Луганської області. Ще в школі захопився піратською тематикою; цьому сприяли прочитані ним мемуари А. О. Ексквемеліна «Пірати Америки» (опубліковані російською мовою видавництвом «Мысль» 1968 року), книжка «Історія морського піратства» Яцека Маховського (видана видавництвом «Наука» 1970 року) та пригодницький роман Рафаеля Сабатіні «Одіссея капітана Блада». Це захоплення визначило подальший життєвий шлях В. К. Губарева.
Влітку 1974 року подав документи на історичний факультет у Донецький державний університет, проте, склавши іспити на «добре» і «відмінно», все-таки не пройшов за конкурсом. Аби не відмовлятися від поставленої мети, влаштувався старшим препаратором в Донецьке педагогічне училище, а пізніше лаборантом в Донецький політехнічний інститут. Весь цей час готувався до іспитів, і наступного року повторив спробу, яка увінчалася успіхом.
Уже студентом ДонДУ почав писати нариси і статті для періодичних друкованих видань. Під час практик і канікул, протягом усього періоду навчання, брав участь в археологічних експедиціях, що проводилися під патронажем ВНЗ (зокрема, до села Городнє Краснокутського району Харківської області ; до села Обільне Донецької області ; до села Лихачівка Полтавської області та ін). Після закінчення першого курсу разом з друзями — Ігорем Козловським і Миколою Саханєм — здійснив двотижневий піший похід по Донецькій, Запорізькій та Кримській областях. Керував Студентським науковим товариством (СНТ) історичного факультету і СТЕМом при ДонДУ, писав для студентського театру сценарії та гуморески. Брав участь у студентських наукових конференціях в Іваново, Саратові, Даугавпілсі й Харкові.
1980 року під керівництвом професора М. А. Молдавської успішно захистив дипломну роботу про особливості англійської морської та колоніальної експансії в Вест-Індії в епоху королеви Єлизавети I Тюдор.
Після закінчення університету працював учителем історії в донецькій середній школі № 9, звідки в листопаді 1980 році був призваний на службу в Збройні Сили Радянського Союзу. Служив на посадах рядового та сержантського складу, пройшов курси підготовки офіцерів запасу.
Після звільнення в запас повернувся в Донецьк, де деякий час викладав історію в СШ № 1; починаючи з 1983 року, В. К. Губарев — асистент, старший викладач, а потім доцент кафедри історії та права в Донецькому національному технічному університеті. У середині 1980-х років, у вільний від роботи час, підпрацьовував диск-жокеєм, керував дискотекою «Причуда» в БК ім. М. Горького.
1987 року В. К. Губарев захистив кандидатську дисертацію на тему «Морський розбій і його роль в колоніальній експансії європейських держав у Вест-Індії в XVII столітті» в Саратовському державному університеті (РРФСР). Науковим керівником дисертації був відомий медієвіст професор С. М. Стам, а офіційними опонентами — професори М. М. Яброва та Ю. Є. Івонін.
Є автором навчальних посібників і довідників зі всесвітньої історії та всесвітньої географії, з історії, топоніміки та географії України, а також гумористичних і сатиричних оповідань, сценаріїв й афоризмів. Публікувався в наукових збірниках «Наукові праці Донецького національного технічного університету» (серія «Гуманітарні науки»), «Средневековый город» (Саратов), «Французский ежегодник» (Москва), «Медицина в художніх образах» (Донецьк), «Вісник Харківського національного університету імені В. Н. Каразіна» (серія «Історія»). Наукові та науково-популярні статті, нариси, а також гуморески та афоризми В. К. Губарева можна знайти в журналах «Морской флот», «Авантюрист», «Кліо», «Анналы», «Непоседа», «Наука. Релігія. Суспільство», «Територія любові», «Фонтан», «Вокруг света», «Морская война», «Вопросы истории», «Новая и новейшая история» та газетах «Вечерний Донецк», «Комсомолець Донбасу», «Літературна Україна» та ін.
У 1990-х роках В. К. Губарев був співзасновником і головним редактором газети «Пілігрим», у якій неодноразово друкувався. Тоді ж вів передачу «Капітани удачі» на Донецькому обласному телебаченні, був автором науково-популярного фільму «Вікінги» (студія «Негоціант-TV», Донецьк).
З 2002 по 2010 рік був керівником історико-культурологічного піратського клубу «Тортуга» при донецькому Центрі «Діскавері». До 2014 року був редактором видання «Наукові праці Донецького національного технічного університету» (серія «Гуманітарні науки») і кафедрального журналу «Історичний вісник».
2008 року видавництва «Яуза» і «Ексмо» випустили в світ два пригодницькі романи Віктора Губарева — «Ямайський флібустьєр» і «Череп на прапорі» (в серії «Пірати Карибського моря»). В основу сюжету «Ямайського флібустьєра» були покладені пригоди одного з найодіозніших карибських піратів — капітана Рока Бразильця (роман перевиданий видавництвом «Вече» восени 2011 року). У другому романі — «Череп на прапорі» — дія відбувається в Гвінейській затоці на початку XVIII століття. Прототипом одного з головних героїв роману — капітана Білла Бредлі — став англійський пірат Говелл Девіс. Під час написання цього роману письменник використовував мемуари работорговця Вільяма Снелгрейва, який був бранцем піратів Гвінейської затоки, та інші рідкісні документи колоніальної епохи. У серпні 2011 року роман «Череп на прапорі» був перевиданий видавництвом «Вече» в серії «Час героїв».
2009 року видавництва «Яуза» й «Ексмо» випустили велику науково-популярну книжку Віктора Губарева «Пірати Карибського моря: Життя знаменитих капітанів», в якій автор зібрав величезний матеріал про життя та піратські пригоди найвідоміших морських розбійників Вест-Індії XVI—XVIII століть. Книжка, що була написана на основі численних англійських, французьких, іспанських і голландських джерел та ілюстрована старовинними гравюрами, малюнками і картами, дуже швидко стала бібліографічною рідкістю.
На початку 2011 року видавництво «Вече» в серії «Морський літопис» випустило чергову книжку В. К. Губарева — «Пірати острова Тортуга», яка присвячена історії найбільшої бази флібустьєрів Америки. Читачі вперше отримали можливість дізнатися подробиці з історії Тортуги — острова, відкритого Христофором Колумбом 1492 року, що потім довгий час служив притулком для англійських і французьких піратів Карибського моря.
Наприкінці травня — початку червня того ж року в популярній серії «100 великих» видавництво «Вече» видало книжку Віктора Губарева «100 великих піратів». У ній автору вдалося зібрати й систематизувати біографії найвідоміших піратів, корсарів, флібустьєрів і рейдерів, які діяли на всіх «семи морях» з часів античності до середини XIX століття. У серпні серія «Морський літопис» поповнилася ще однією книжкою В. К. Губарева — «Флібустьєри Ямайки: епоха „великих походів“». У книжці описана діяльність флібустьєрів, що базувалися в Порт-Роялі — «морській столиці» Ямайки, яку прозвали «Піратським Вавилоном».
На початку травня того ж року побачила світ книжка Віктора Губарева «Лихое братство Тортуги и Ямайки» (М.: Вече, 2012), в якій в популярній формі розказано про бойове мистецтво флібустьєрів, які промишляли в акваторіях Вест-Індії, Тихого океану та Гвінейської затоки в 50—90-х роках XVII століття. Спираючись на документальний матеріал, автор детально описав зброю, кораблі і склад команд флібустьєрів, а також дослідив особливості морських і сухопутних операцій «джентльменів удачі».
У березні 2013 року видавництвом «Молодая гвардия» в серії «Жизнь замечательных людей» видана книжка В. К. Губарева «Френсіс Дрейк» про життя і діяльність знаменитого англійського корсара і флотоводця, першого англійського навколосвітнього мореплавця. Тоді ж видавництвом донецького Центру «Діскавері» була випущена в світ перша збірка афоризмів Віктора Губарева — «Азбука афоризмов, или Не все то золото, что молчит…». До збірки увійшли понад 1000 лаконізмів, максим і каламбурів, написаних у період з кінця 1970-х років до січня 2013 року.
У вересні 2014 року вийшла друком книжка В. К. Губарева «Генрі Морган», яка присвячена життю й діяльності найзнаменитішого пірата Карибського моря, посвяченого англійським королем у лицарі і призначеного віце-губернатором острова Ямайка. Книжку випустило у світ видавництво «Молодая гвардия» (серія «Жизнь замечательных людей»).
Навесні 2015 року В. К. Губарев прочитав спецкурс «Пірати: стереотипи масової свідомості та історичні реалії» для студентів-істориків Гуманітарного факультету Українського католицького університету (м. Львів). Там же під час осіннього семестру був прочитаний спецкурс «Колоніальна експансія, морська війна і піратство в ранньомодерний період (XVI—XVIII ст.)», а навесні 2016 року — спецкурс «Великі географічні відкриття: початок глобалізації світу (XV—XVIII ст.)».
2016 року в харківському видавництві «Фоліо» вийшла друком науково-популярна книжка письменника з історії морського розбою — «Загадки історії. Пірати». До неї увійшли події з біографій таких знаменитих «морських мушкетерів», як Френсіс Дрейк, Генрі Морган, Жан-Батист Дюкасс, Вільям Кідд і Джон Пол Джонс.
2016 року став автором «Українського авторського порталу», де було започатковано серію електронних книжок «Світ морських піратів», у якій до 2019 року видано книжки: «Піратські одіссеї Франсуа Олоне», «Капітан Коксон», «Удачі капітана Граммона», «Рейди комодора Мінгса», «Тортуга: История старейшей пиратской базы Вест-Индии (1492—1694 гг.)», «Капитан Кидд: Реальная история легендарного пирата» та «„Великий похід“ сера Френсіса Дрейка в Вест-Індію (1585—1586)».
2018 року зробив новий переклад з англійської мови роману Р.-Л. Стівенсона «Острів Скарбів», що побачив світ у львівському видавництві «Урбіно». У червні 2019 року на конкурсі з відзначення кращих україномовних книжкових видань львівських видавництв цей переклад роману посів третє місце в номінації «Перекладна література». 21 вересня того ж року перекладач презентував його на 26-му Форумі видавців у Львові.
З 2019 року Віктор Губарев співпрацював з Книгарнею першодруків ім. Швайпольта Фіоля, заснованою відомим українським письменником-мариністом, перекладачем та видавцем Антоном Санченком. За його підтримки видав десяток електронних книжок з історії піратства (у тому числі українські розширені версії книжок «Френсіс Дрейк» та «Генрі Морґан»), а також книжку афоризмів «Кому сапієнс?»
У 2018—2023 роках письменник чотири рази ставав одним з переможців конкурсу морської прози ім. Лисянського «Мателот» (оповідання «Гвінеєць, або Помста шевальє де Брі», «Острів Скелетів», «Три гінеї» та історичний нарис «Морський Робін Гуд»).
2020 року на замовлення видавництва «Lantsuta publisher» переклав з англійської мови комікс К. Дорісона та М. Лоффре «Довгий Джон Сілвер» (вийшов друком у двох томах у 2020—2021 роках).
У 2020—2021 роках Віктор Губарев вів свій історико-літературознавчий блог на сайті Книгарні Є.
У 2021—2022 роках переклав з англійської мови два пригодницькі романи, які раніше в Україні не видавалися: роман Р. Сабатіні «Чорний лебідь» та роман Дж. Ф. Купера «Червоний Корсар», а також збірник морських оповідань А. Конана Дойла «Піратські пригоди в Карибському морі». Окрім того, 2022 року здійснив новий переклад з англійської мови роману Р. Сабатіні «Хроніки капітана Блада». Книжки спочатку вийшли в самвидаві в електронному форматі.
Восени 2022 року Віктор Губарев переклав з англійської на українську мову книжку Френсіса Притті «Експедиція навколо світу Томаса Кавендіша в 1586—1588 роках», яка теж вийшла в електронному форматі (Томас Кавендіш був третім в історії навколосвітнім мореплавцем). А вже на початку 2023 року переклав з англійської та видав у самвидаві повість Деніела Дефо «Король піратів», в якій класик англійської літератури розповідає про життя та пригоди капітана Джона Ейвері, і книжку спогадів піратського штурмана Вільяма Амброзії Коулі «Експедиція навколо земної кулі в 1683—1686 роках».
Навесні 2023 року підготував до друку дослідження життя та діяльності шотландського пірата Вільяма Кідда «Капітан Кідд: Реальна історія легендарного пірата», а також першу книжку серії «Шлях пірата: Повсякденне життя джентльменів удачі в добу ранньої заморської експансії (XVI—XVIII ст.)».
Наприкінці 2023 року у видавництві РВВ (ФОП Рябцев В. В., м. Запоріжжя) вийшла друком велика ілюстрована книга В. К. Губарева «Френсіс Дрейк: Життя та неймовірні пригоди королівського корсара» (ISBN 978-617-95356-2-8), у квітні 2024 року те саме видавництво видало його переклад — перший в Україні — роману Р. Сабатіні «Чорний лебідь» (ISBN 978-617-8174-05-7), у листопаді 2024 року — велику ілюстровану книгу «Генрі Морган: Хроніка життя адмірала піратів Карибського моря» (ISBN 978-617-8174-06-4), а в лютому 2025 року — його роман «Пірати Гвінейської затоки, або Жаданий скарб» (ISBN 978-617-8174-03-3) і переклад роману Р. Сабатіні «Хроніки капітана Блада» (ISBN 978-617-8174-00-2). 
27 квітня 2025 року В. К. Губарев презентував свої книжки та переклади, що були видані запорізьким видавництвом РВВ, на фестивалі «Книжкова країна» в Києві; модерував захід письменник-мариніст Антон Санченко. 30 травня того ж року зробив ще одну презентацію своїх книжок та перекладів на міжнародному фестівалі «Книжковий Арсенал»; модератором знову був Антон Санченко. 
На початку червня 2025 року львівське видавництво «Апріорі» видало роман С. С. Форестера «Мічман Горнблавер» (ISBN 978-617-629-895-3), який В. К. Губарев перекладав на замовлення згаданого видавництва протягом 2024 року. Раніше книжки цього автора в Україні не видавалися. У серпні того ж року вийшла з друку науково-популярна книга В. К. Губарева «Капітан Кідд: Реальна історія легендарного пірата» (видавництво РВВ, ISBN 978-617-8174-10-1).